# تسمم السلاحف
تسمم السلاحف هو نوع من التسمم الغذائي ينتج أحيانًا عن أكل السلاحف، وخاصة السلاحف البحرية، في منطقة المحيط الأطلسي والمحيط الهادئ والمحيط الهندي. ويعتبر نادرا.
ارتبطت أربعة أنواع من السلاحف البحرية بتسمم السلاحف: لجأة صقرية المنقار، السلحفاة الخضراء، السلحفاة البحرية ضخمة الرأس، سلحفاة المحيط جلدية الظهر، بالإضافة إلى أنواع المياه العذبة السلاحف العملاقة ذات القشرة الناعمة في غينيا الجديدة. وقد تسبب استهلاك هذه الأنواع في حوادث تسمم في أوقات مختلفة من العام في مختلف المواقع الاستوائية وشبه الاستوائية، بما في ذلك أماكن مثل جنوب شرق آسيا وإندونيسيا والفلبين وغينيا الجديدة، وكذلك جنوب جنوب آسيا (خليج منار) وأرخبيل زنجبار. سجلت منطقة جنوب جنوب آسيا 89 حالة وفاة بسبب تسمم السلاحف البحرية (في المقام الأول بسبب لجأة صقرية المنقار والسلحفاة الخضراء) في الفترة من 1840 إلى 1983، خاصة في تاميل نادو وشمال وغرب سريلانكا.
يمكن أن يكون تسمم السلاحف مميتًا، ومعالجة الأعراض هو العلاج الوحيد المتاح؛ لا يوجد مضاد للسم معروف.
السلاحف البحرية هي طعام تقليدي في منطقة غرب المحيط الهادئ والمحيط الهندي. تبدأ أعراض التسمم الغذائي بالظهور في غضون ساعات إلى أسبوع بعد تناول لحم السلحفاة الذي لم يتم سلقه جزئيًا بشكل متكرر. الأطفال معرضون بشكل خاص، وقد تم الإبلاغ عن أن السموم تنتقل بسهولة عن طريق الرضاعة الطبيعية، حتى عندما لا تعاني الأم من أي مرض.
تشمل التأثيرات على الجهاز الهضمي الغثيان، والتقيؤ، الإسهال، وآلام البطن، عسر البلع، وتشوهات اللسان، ولم يلاحظ أي علامات على الكبد تشير إلى وجود تورم أو انتفاخ، وكذلك أن المريض لا يشعر بأي ألم عند لمس الكبد. أظهر التشريح وجود نزيف في الكبد والمريء والمعدة، مع غشاء مخاطي وذمة في المريء والمعدة والأمعاء. كانت هناك تغيرات دهنية ونخر في الكبد. تشمل الأعضاء الأخرى التي وجد تشريحها أنها غير طبيعية تورم المرارة والكلى المحتقنة والطحال المتضخم.
تشمل التأثيرات على الجهاز القلبي الوعائي متغيرًا طفيفًا تسرع القلب وانخفاضًا معتدلًا في ضغط الدم الانقباضي، شحوب، وفي تشريح الجثة، ضعف في عضلة قلب مع نمشات نزفية . تشمل العلامات العصبية زيادة إفراز اللعاب، والتعرق، دوار، خمول وتناقص ردود الفعل العميقة، تليها أحيانًا الغيبوبة والموت. وتبين أن الوفاة ناتجة عن فشل تنفسي. عند تشريح الجثة، تم العثور على وذمة قشرية دماغية، بالإضافة إلى نمشات نزفية.
كما تم الإبلاغ عن انخفاض في درجة الحرارة والعطش والإمساك والإجهاض التلقائي، في حين لا توجد علامات نموذجية لرد الفعل التحسسي؛ مثل انتفاخ الوجه أو الشفتين، طفح جلدي وصعوبة في التنفس. يمكن أن يستغرق التعافي الكامل أسابيع، وليس من المعروف ما إذا كانت أي آثار لاحقة دائمة. في حين أن فحوصات السموم القياسية في المستشفيات لم تكتشف أي سموم معروفة، إلا أن محتويات المعدة للمرضى في المستشفى الذين تم إطعامهم لحيوانات المختبر الصغيرة قتلت الحيوانات. تكهن سيلاس وباستيان بأن التسمم الكيميائي قد يشتمل على سم عصبي.
الأبحاث حول الكيمياء الحيوية لكل من أنسجة السلحفاة السامة وأنسجة مرضى تسمم السلاحف ضئيلة، والممارسون الطبيون المحليون لديهم الحد الأدنى من بروتوكولات العلاج للتسمم الكيميائي تحت تصرفهم. ومع وجود السلاحف ضخمة الرأس (والسلاحف الأخرى التي تتعرض لضغوط الصيد) تحت الحماية القانونية ضد الصيد، يأمل الباحثون أن تؤدي البرامج الرامية إلى تثبيط استهلاك السلاحف لأسباب صحية إلى زيادة أعداد السلاحف ومنع الإصابة بالأمراض والوفيات بين البشر.